# Zbigniew Przychodniak
Zbigniew Przychodniak (ur. 28 lutego 1954 w Kuślinie) – polski literaturoznawca, profesor nauk humanistycznych, nauczyciel akademicki Uniwersytetu im. Adama Mickiewicza w Poznaniu, specjalności naukowe: historia literatury polskiej XIX w., literaturoznawstwo polskie.

## Życiorys
Jest synem Władysława Przychodniaka i Agnieszki, z d. Banaś. W 1974 ukończył Technikum Łączności nr 1 im. Mikołaja Kopernika w Poznaniu, w 1978 studia polonistyczne na Uniwersytecie im. Adama Mickiewicza w Poznaniu. Następnie podjął pracę na macierzystej uczelni, w Zakładzie Literatury Polskiej XIX wieku (od 1996 Zakładzie Literatury Romantyzmu) Instytutu Filologii Polskiej.
W 1987 na podstawie napisanej pod kierunkiem Zofii Trojanowiczowej rozprawy pt. Warszawska krytyka teatralna uzyskał na Wydziale Filologii Polskiej i Klasycznej Uniwersytetu im. Adama Mickiewicza stopień naukowy doktora nauk humanistycznych. Tam też na podstawie dorobku naukowego oraz pracy pt. Walka o rząd dusz. Studia o literaturze i polityce Wielkiej Emigracji otrzymał w 2001 stopień doktora habilitowanego nauk humanistycznych (dyscyplina: literaturoznawstwo, specjalność: literaturoznawstwo polskie). W 2008 prezydent RP nadał mu tytuł profesora nauk humanistycznych.
Został profesorem zwyczajnym w Instytucie Filologii Polskiej Wydziału Filologii Polskiej i Klasycznej Uniwersytetu im. Adama Mickiewicza w Poznaniu.
Debiutował jako krytyk w 1979. Poza pracą doktorską wydaną w 1991 pod tytułem U progu romantyzmu. Przemiany warszawskiej krytyki teatralnej w latach 1815–1825 i pracą habilitacyjną opublikował tom Poszukiwania, cierpienia i eksplozje. Dwanaście szkiców postromantycznych (2016). Jest także redaktorem i autorem opracowań wielu tekstów literackich, m.in.:
- Maurycy Mochnacki Pisma krytyczne i polityczne (1996) – z Jackiem Kubiakiem i Elżbietą Nowicką
- Juliusz Słowacki Wiersze (2005) – z Jackiem Brzozowskim
- Juliusz Słowacki Poematy (2009) – z Jackiem Brzozowskim
- Juliusz Słowacki Wiersze (2013) – z Jackiem Brzozowskim – w serii Biblioteka Narodowa, seria 1, tom 319
- Juliusz Słowacki Beniowski. Poemat z roku 1841 i dalsze pieśni (2014) – z Jackiem Brzozowskim